# Hazánk s a Külföld
A Hazánk s a Külföld egy 19. századi magyar időszaki lap neve volt, korabeli meghatározás szerint "szépirodalmi és ismeretterjesztő heti közlöny". Kiadta Emich Gusztáv. Megjelent vasárnap nagy 8-rétű egy íven, kék borítékban, 1870-től 4-rét egy íven csütörtökön.

## Története
1865. január 8-ától Szokoly Viktor, 1872. július 4-étől Kazár Emil szerkesztette. A lap sok történeti anyagot közölt; szépirodalmat főleg kezdetben, amikor az első években Jókai Mór is közreműködött a lapnál. 1872. december 26-án a lap megszűnt és beolvadt a Vasárnapi Ujságba.

## Melléklapja
Melléklapja: Heti Posta címen 1867. április 4-től 1872. december 16-ig politikai tartalommal jelent meg.

## Lásd még
- Magyar időszaki lapok a 19. században.